# Indipendèntzia Repùbrica de Sardigna
iRS indépendance République de Sardaigne (en sarde : indipendèntzia Repùbrica de Sardigna, en italien : indipendenza Repubblica di Sardegna) est un parti politique italien, créé en 2002, qui revendique l'indépendance de la Sardaigne.

## Historique
Il n'obtient que des résultats modestes, en général aux alentours de 1 % des voix, comme aux élections locales de mai 2005, mais il présente des candidats à chaque présidence de province à la seule exception de celle de l'Ogliastra.
Aux élections législatives d'avril 2006, iRS obtient un total de 11 648 voix, soit 1,11 %.
Lors de l'élection régionale des 15 et 16 février 2009, son candidat à la présidence, Gavino Sale, obtient 27 118 voix (3,07 % pour le candidat, 2,06 % pour la liste associée). En 2011, une importante scission forme ProgReS – Progetu Repùblica.
Alliée au centre-gauche, lors des élections régionales de 2014 en Sardaigne, iRS remporte un siège de conseiller régional sur 60, occupé par Gavino Sale. En juillet 2015 cependant, le Conseil d'État invalide son élection ainsi que celle de trois autres conseillers.